# Willem Remmelt de Jong
Willem Remmelt (Wim) de Jong (Heemstede, 1 mei 1946) is een emeritus hoogleraar in de wijsbegeerte en de logica.

## Opleiding
De Jong behaalde zijn diploma hbs-b aan het Eerste Christelijk Lyceum in Haarlem. In 1963 begon hij zijn studie wis- en natuurkunde aan de Vrije Universiteit Amsterdam (VU). Zijn belangstelling voor de filosofie werd gewekt door de colleges geschiedenis van de natuurwetenschappen van Reijer Hooykaas, mede waardoor De Jong een tweede studie aanving: filosofie. Hij werd student-assistent bij Kees van Peursen. Na zijn doctoraalexamen filosofie (1971, cum laude), met hoofdvak kennis- en wetenschapsleer, werd hij wetenschappelijk medewerker binnen de Centrale Interfaculteit van de VU. In 1973 slaagde De Jong ook voor het doctoraalexamen wiskunde.

## Wetenschappelijk werk
De Jong promoveerde in 1979 bij Johan van der Hoeven aan de VU op het proefschrift De semantiek van John Stuart Mill. Behalve door Van der Hoeven werd hij bij zijn promotie ook begeleid door professor Gabriël Nuchelmans van de Universiteit Leiden. In 1981 werd hij benoemd tot docent in de logica en haar geschiedenis, en in de wijsbegeerte van de logica; in hetzelfde jaar verscheen het boek Van redenering tot formele struktuur, dat De Jong schreef met Wim de Pater.
Het hoogleraarsambt volgde in 1987 en de leeropdracht luidde: de geschiedenis van de logica en van de logische semantiek. Zijn inaugurele rede hield De Jong twee jaar later, op 14 april 1989: Leibniz's ideaal van een ars inveniendi in het licht van het klassieke wetenschapsmodel. De Jong en Van Peursen waren pioniers in de geschiedschrijving van de ars inveniendi.
Zijn leeropdracht werd in 2005 gewijzigd tot de wijsbegeerte, in het bijzonder geschiedenis van de logica en de logische semantiek, en de geschiedenis van de moderne wijsbegeerte. In hetzelfde jaar verscheen zijn vuistdikke Argumentatie en formele structuur. Basisboek logica, dat deels voortbouwt op het werk van Evert Beth.
In 2011 nam De Jong afscheid met op 17 juni 2011 de rede Een (soort van) pleidooi voor ideeëngeschiedenis: Frege's logica en de traditionele filosofie, waarin hij sprak over het door hem ontwikkelde 'klassieke wetenschapsmodel' (Classical Model of Science). De Jong is deels opgevolgd door Reinier Munk en Arianna Betti.

#### Artikelen (selectie)
- 'Gottlob Frege and the analytic-synthetic distinction within the framework of the Aristotelian model of science'. Kant-Studien, 87 (1996), pp. 290-324.
- 'Bernard Bolzano, analyticity and the Aristotelian model of science'. Kant-Studien, 92 (2001), pp. 328-349.
- 'The analytic-synthetic distinction and the classical model of science: Kant, Bolzano and Frege'. Synthese, 174, No. 2 (May 2010), pp. 237-261.
- met Arianna Betti: 'The Classical Model of Science I: a millennia-old model of scientific rationality'. Synthese 174, No. 2 (May 2010), pp. 185-203.
- met Arianna Betti en Marije Martijn (red.): 'The Classical Model of Science II: The axiomatic method, the order of concepts and the hierarchy of sciences'. Speciale uitgave van Synthese, 183, No. 1, (November 2011), met een introductie van A. Betti en W.R. de Jong.

- Bibliothèque nationale de France: cb118866411 (data)
- CiNii: DA07417203
- Gemeinsame Normdatei: 1015678068
- International Standard Name Identifier: 0000 0000 8120 1111
- Library of Congress Control Number: n82022447
- Mathematics Genealogy Project: 95813
- Nationale bibliotheek van Australië: 36054163
- Nederlandse Thesaurus van Auteursnamen: 068155956
- LIBRIS: 65158
- Système universitaire de documentation: 026659956
- Trove: 1203072
- Virtual International Authority File: 41835178
- WorldCat: E39PBJgmQTVvxKWfkKhMkDXyBP